# Platyrhachus aequidens
Platyrhachus aequidens är en mångfotingart som beskrevs av Pocock 1894. Platyrhachus aequidens ingår i släktet Platyrhachus och familjen Platyrhacidae. Inga underarter finns listade i Catalogue of Life.